# University of San Carlos
University of San Carlos är ett katolskt universitet i Cebu City, Filippinerna. Det drivs av den katolska organisationen Societas Verbi Divini, och bedriver utbildning på alla nivåer, från förskola till forskarutbildning. Universitetet har funnits i sin nuvarande form sedan 1935, men har en historia som sträcker sig tillbaka till 1500-talet.